# Звезда типа PG 1159
Звезда типа PG 1159 (англ. PG 1159 star) — звезда с пониженным содержанием водорода в атмосфере, находящаяся на промежуточном этапе эволюции между центральной звездой планетарной туманности и горячим белым карликом. Такие звёзды горячи, эффективная температура находится в интервале от 75 000 K до 100 000 K, атмосферы имеют пониженное содержание водорода, наблюдаются линии поглощения гелия, углерода и кислорода. Гравитация на поверхности находится в интервале от 104 до 106 м/с². Некоторые из звёзд типа PG 1159 поддерживают ядерные реакции со сгоранием гелия, § 2.1.1, 2.1.2, табл. 2.. Звёзды типа PG 1159 названы по прототипу, звезде PG 1159-035. Данная звезда была обнаружена в обзоре Паломар-Грин звёздных объектов с избытком ультрафиолетового излучения и стала первой открытой звездой данного типа.
Считается, что состав атмосферы звёзд типа PG 1159 необычен, поскольку после того, как они покинули асимптотическую ветвь гигантов (АВГ), ядерные реакции с участием гелия снова начались. В результате вещество атмосферы таких звёзд представляет собой смесь вещества между оболочками горения водорода и гелия в предшествующих АВГ-звёздах.
, § 1. Вероятно, такие звёзды теряют массу, охлаждаются и становятся белыми карликами класса D0.; , § 4.
Некоторые звёзды типа PG 1159 обладают переменной светимостью. Они слабо (5—10 %) меняют светимость вследствие нерадиальных пульсаций в виде гравитационных волн. Колебания происходят одновременно в ряде мод, типичные значения периода составляют от 300 до 3000 секунд., Table 1. Первой известной такой звездой также является PG 1159—035, переменность которой обнаружили в 1979 году, звезда получила обозначение GW Vir как переменная в 1985 году. Такие звёзды называют звёздами типа GW Девы, иногда разделяя данный класс на подклассы DOV и PNNV., § 1.1;